# Борумлака
Борумлака (рум. Borumlaca) — село у повіті Біхор в Румунії. Входить до складу комуни Суплаку-де-Баркеу.
Село розташоване на відстані 417 км на північний захід від Бухареста, 45 км на схід від Ораді, 97 км на північний захід від Клуж-Напоки.

## Населення
За даними перепису населення 2002 року у селі проживали 944 особи.
Національний склад населення села:
| Національність | Кількість осіб | Відсоток |
| -------------- | -------------- | -------- |
| румуни         | 459            | 48,6%    |
| цигани         | 333            | 35,3%    |
| словаки        | 146            | 15,5%    |
| угорці         | 5              | 0,5%     |

Рідною мовою назвали:
| Мова      | Кількість осіб | Відсоток |
| --------- | -------------- | -------- |
| румунська | 781            | 82,7%    |
| словацька | 145            | 15,4%    |
| циганська | 12             | 1,3%     |
| угорська  | 6              | 0,6%     |